# Ronghua, Hunan
Ronghua (kinesiska: 荣华, 荣华乡) är en socken i Kina. Den ligger i provinsen Hunan, i den södra delen av landet, omkring 180 kilometer väster om provinshuvudstaden Changsha. Antalet invånare är 20756. Befolkningen består av 10 079 kvinnor och 10 677 män. Barn under 15 år utgör 21,0 %, vuxna 15-64 år 66 %, och äldre över 65 år 11,0 %. Ronghua ligger vid sjön Zhexi Shuiku.
Genomsnittlig årsnederbörd är 1 952 millimeter. Den regnigaste månaden är maj, med i genomsnitt 358 mm nederbörd, och den torraste är december, med 48 mm nederbörd.